# USS Constellation (1797)
USS Constellation – amerykańska trójmasztowa fregata z okresu wojen napoleońskich i XIX wieku. Jedna z pierwszych sześciu fregat, zbudowanych zgodnie z uchwaloną przez kongres w 1794 roku ustawą morską. Pierwszy okręt United States Navy, który wyszedł w morze, pokonał i zdobył nieprzyjacielski okręt.

## Historia
27 marca 1794 kongres USA przyjął uchwałę przyznającą środki na budowę jednostek, które miały stać się trzonem tworzonej marynarki wojennej. Stępkę pod budowę okrętu położono w lecie 1795 w stoczni Harris Creek Shipyard w Baltimore. Wraz z siostrzanymi USS "Congress" i USS "Chesapeake" należał do mniejszej i słabiej uzbrojonej wersji typu. Zaprojektowano go tak, aby był w stanie pokonać każdą fregatę nieprzyjaciela, a w przypadku spotkania z wrogim okrętem liniowym jego duża prędkość miała umożliwić ucieczkę. Kadłub wykonany był z drewna dębowego.
Zwodowany został 7 września 1797, ukończony i oddany do służby na początku 1798. Pierwszą misją okrętu między lipcem a sierpniem 1798 było eskortowanie statków handlowych.

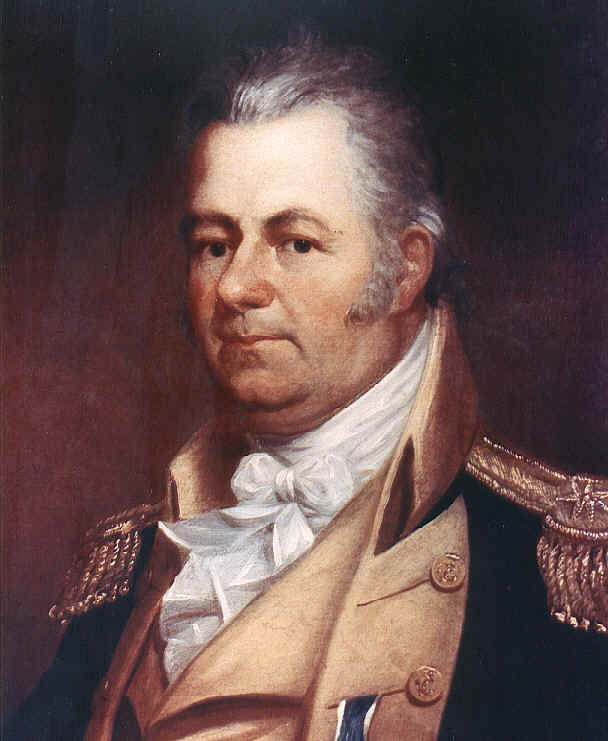
Thomas Truxtun

9 lutego 1799 "Constellation" pod dowództwem Thomasa Truxtuna zdobył uzbrojoną w 36 dział francuską fregatę "L'Insurgente". Było to pierwsze zwycięstwo odniesione przez okręt zaprojektowany i zbudowany w Stanach Zjednoczonych. W lutym 1800 "Constellation" pokonał po pięciogodzinnej bitwie francuską fregatę "La Vengeance" uzbrojoną w 54 działa. 
W 1803 okręt wszedł w skład Eskadry Morza Śródziemnego, której celem było zapewnienie bezpiecznej żeglugi amerykańskiej wobec gróźb jej ograniczenia ze strony imperium osmańskiego. W 1812 wziął udział w wojnie brytyjsko-amerykańskiej. W 1840 odbył rejs dookoła świata, podczas którego jako pierwszy amerykański okręt wpłynął na chińskie wody terytorialne.
W 1853 został wycofany ze służby i rozebrany. Z części jego elementów powstał budowany obok slup wojenny USS "Constellation", zachowany obecnie jako okręt-muzeum (przez dłuższy czas mylnie sugerowano tożsamość obu żaglowców).